# Bryobia strombolii
Bryobia strombolii är en spindeldjursart som beskrevs av Vacante 1983. Bryobia strombolii ingår i släktet Bryobia och familjen Tetranychidae. Inga underarter finns listade.